# Budislav (ort i Tjeckien, Pardubice)
Budislav är en ort i Tjeckien.   Den ligger i regionen Pardubice, i den centrala delen av landet, 130 km öster om huvudstaden Prag. Budislav ligger 523 meter över havet och antalet invånare är 443.
Terrängen runt Budislav är lite kuperad. Runt Budislav är det tätbefolkat, med 266 invånare per kvadratkilometer. Närmaste större samhälle är Vysoké Mýto, 16,9 km norr om Budislav. Trakten runt Budislav består till största delen av jordbruksmark.